# Brothers in the Space
Brothers in the Space è un singolo del gruppo musicale italiano Aladino, pubblicato il 27 ottobre 1993.
Il brano ha raggiunto la posizione numero 82 della classifica in Europa

## Tracce
1. Brothers In The Space (Grunge Happy Mix) – 5:45 (edizioni musicali 2) – Brothers In The Space (Dream Symphony Mix) (6:10)
2. Brothers In The Space (Analogic Big Power Mix) – 6:00 (edizioni musicali 2) – Brothers In The Space (Superstition Mix) (3:54)

## Classifiche

### Classifiche settimanali
| Classifica (1994) | Posizione |
| ----------------- | --------- |
| Europa            | 82        |
| Italia            | 5         |

### Classifiche di fine anno
| Classifica (1993-1994) | Posizione |
| ---------------------- | --------- |
| Italia                 | 26        |